# Elsa Brändström
Elsa Brändström (São Petersburgo, 26 de março de 1888 — Cambridge, 4 de março de 1948) foi uma enfermeira sueca nascida na Rússia. Elsa Brändström é conhecida como o Anjo da Sibéria por sua assistência aos prisioneiros alemães durante a I Guerra Mundial.

## Biografia
Filha do general Edvard Brändström (1850-1921) e de Anna Wilhelmina Eschelsson (1855-1913), Elsa se tornou uma enfermeira. Como representante da Cruz Vermelha Sueca resgatou diversos prisioneiros de guerra na Sibéria, com a proteção das autoridades diplomáticas da Suécia e da Dinamarca. Pela dedicação com que tratava os prisioneiros de guerra ficou conhecida como Anjo da Sibéria.
Após o término da guerra, Elsa cuidou dos órfãos de soldados alemães e de prisioneiros de guerra russos. Se casou com Robert Uhlig e se mudou para a Alemanha, onde serviu aos pobres. Quando Adolph Hitler chegou ao poder, Elsa e seu marido foram forçados a deixar a Alemanha e se refugiarem nos Estados Unidos, onde ofereceram ajuda aos refugiados europeus.
Elsa morreu de câncer nos ossos em Cambridge (Massachusetts) em 1948.